# Patterson Township (comté de Greene, Illinois)
Pour les articles homonymes, voir Patterson Township.
Patterson Township est un township du comté de Greene dans l'Illinois, aux États-Unis,. 

## Source de la traduction
- (en) Cet article est partiellement ou en totalité issu de l’article de Wikipédia en anglais intitulé « Patterson Township, Greene County, Illinois » (voir la liste des auteurs).